# Libertador Morales, el Justiciero
Libertador Morales, el Justiciero es una producción de la Fundación Villa del Cine estrenada en julio de 2009, retrata la Caracas de la época, caótica y diversa, donde se encuentran inmigrantes de todas las latitudes. Libertador Morales un expolicía convertido a moto taxista, debe enfrentarse a los problemas de inseguridad de su barrio y a la muerte de su esposa, de la que se culpa. Cansado de esta realidad decide tomar partida para su solución y se convierte en un Justiciero, vestido de negro y en una moto frustra las fechorías de los delincuentes locales.